# 海萊努爾梅

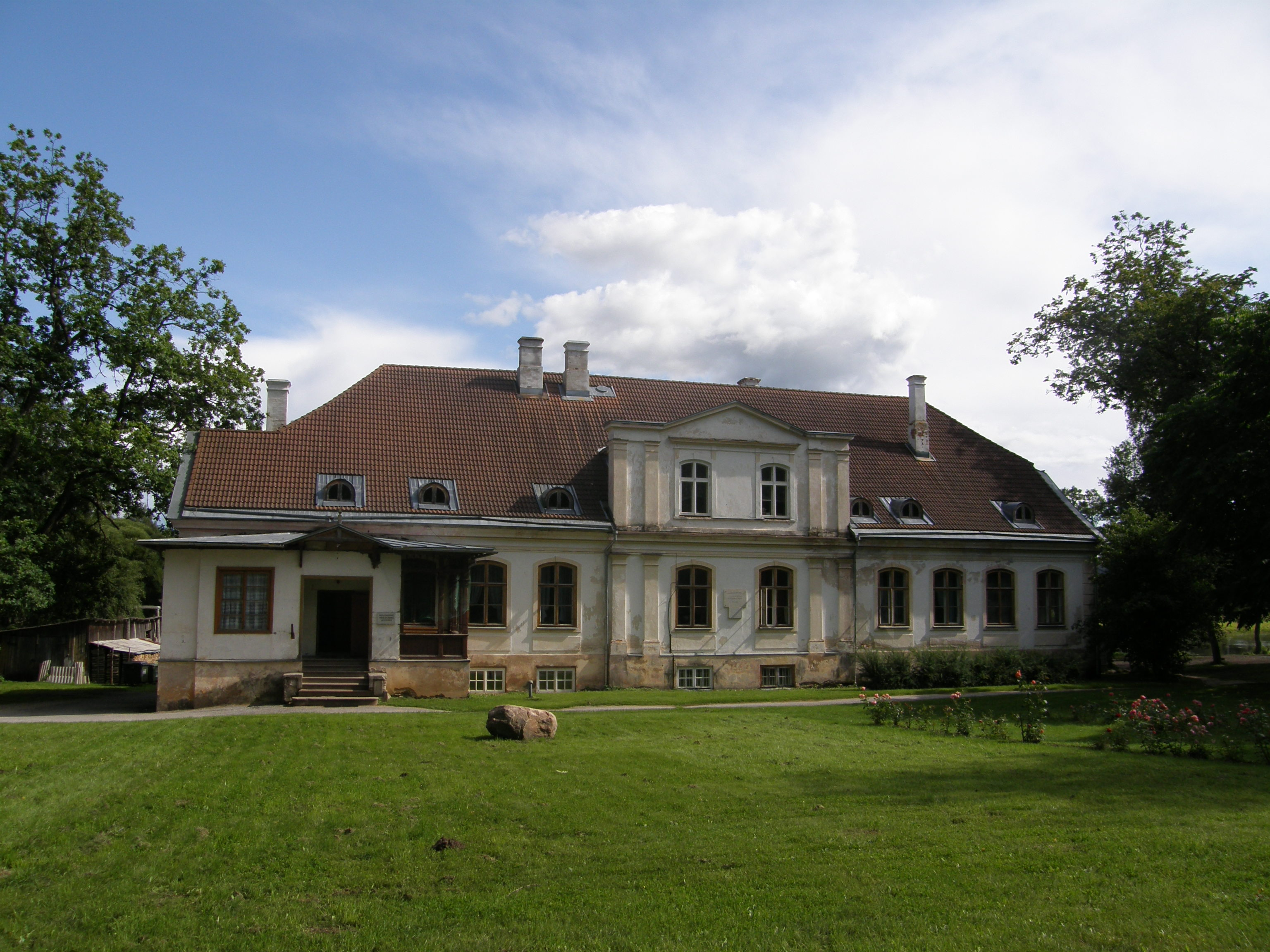
海萊努爾梅庄园

海萊努爾梅是愛沙尼亞塔尔图县埃尔瓦市镇内的村庄，位於該國南部，由負責管轄，曾是原属瓦爾加縣的帕盧佩拉市镇的行政中心，處於首都塔林東南面170公里，海拔高度82米，2012年該村庄人口198。
2017年爱沙尼亚行政改革后，帕盧佩拉市镇的包括海萊努爾梅在内的七个村庄并入塔尔图县的埃尔瓦市镇。